# Fra la via Emilia e il West
Fra la via Emilia e il West è un doppio album dal vivo di Francesco Guccini pubblicato nel 1984, il dodicesimo album della sua discografia e il terzo dal vivo.

## Descrizione
(Francesco Guccini, note interne all'album)
Le canzoni inserite nel disco sono state registrate dal vivo al Kiwi di Piumazzo (MO) il 5 giugno; in Piazza Maggiore a Bologna il 21; il 3 luglio al Parco della Pellerina di Torino e il 15 settembre al Teatro Tenda di Lampugnano a Milano.
Il titolo proviene da un verso della canzone "Piccola città" in cui Guccini parla di Modena.

## Tracce

### Disco 1
1. Canzone per un'amica (compare con il titolo "In morte di S.F." in Folk beat n. 1 ed era stata già pubblicata anche in un'incisione dal vivo con i Nomadi in Album concerto) – 4:43 (Francesco Guccini, Mansueto Deponti)
2. Autogrill (Versione originale nell'album Guccini) – 4:43 (Francesco Guccini)
3. Il vecchio e il bambino (Versione originale nell'album Radici) – 3:48 (Francesco Guccini)
4. Il pensionato (Versione originale nell'album Via Paolo Fabbri 43) – 4:39 (Francesco Guccini)
5. L'isola non trovata (Versione originale nell'album L'isola non trovata) – 3:09 (Francesco Guccini)
6. Asia (Versione originale nell'album L'isola non trovata) – 4:50 (Francesco Guccini)
7. Canzone della bambina portoghese (Versione originale nell'album Radici) – 5:32 (Francesco Guccini)
8. Canzone delle osterie di fuori porta (Versione originale nell'album Stanze di vita quotidiana) – 5:57 (Francesco Guccini)
9. Il frate (Versione originale nell'album L'isola non trovata) – 4:43 (Francesco Guccini)

Durata totale: 42:04

### Disco 2
1. Piccola città (Versione originale nell'album Radici) – 5:43 (Francesco Guccini)
2. Venezia (Versione originale nell'album Metropolis) – 4:26 (Francesco Guccini, Mansueto Deponti)
3. Bologna (Versione originale nell'album Metropolis) – 4:56 (Francesco Guccini)
4. Eskimo (Versione originale nell'album Amerigo) – 7:50 (Francesco Guccini)
5. Incontro (Versione originale nell'album Radici) – 3:26 (Francesco Guccini)
6. Vedi cara (versione originale nell'album Due anni dopo) – 4:14 (Francesco Guccini)
7. Un altro giorno è andato (Versione originale nell'album L'isola non trovata) – 4:00 (Francesco Guccini)
8. Canzone quasi d'amore (Versione originale nell'album Via Paolo Fabbri 43) – 3:58 (Francesco Guccini)
9. La locomotiva (Versione originale nell'album Radici) – 7:53 (Francesco Guccini)

Durata totale: 46:26

## Formazione
- Antonio Marangolo (sax)
- Ares Tavolazzi (basso)
- Ellade Bandini (batteria)
- Vince Tempera (piano e tastiere)
- Juan Carlos Biondini (chitarre).